# Gunung Para
Gunung Para is een bestuurslaag in het regentschap Serdang Bedagai van de provincie Noord-Sumatra, Indonesië. Gunung Para telt 2087 inwoners (volkstelling 2010).